# Cerkiew św. Aleksandra Newskiego w Tampere
Cerkiew św. Aleksandra Newskiego – prawosławna cerkiew w Tampere, wzniesiona w latach 1892–1898. Główna cerkiew parafii prawosławnej w Tampere, która wchodzi w skład eparchii helsińskiej Fińskiego Kościoła Prawosławnego, podlegającego Patriarchatowi Konstantynopolitańskiemu.

## Architektura
Autorem projektu świątyni był pułkownik T. Jasikow. Jest to jednonawowa, pięciokopułowa świątynia z dzwonnicą usytuowaną nad przedsionkiem. Reprezentuje styl bizantyjsko-rosyjski, naśladując w szczególności architekturę sakralną XVII-wiecznej Rosji (o czym świadczą spiralne kolumny i rzędy kokoszników). Pod względem bogactwa detalu i bryły cerkiew wyróżniała się spośród wznoszonych w XIX w. cerkwi w Finlandii – inne obiekty z reguły budowane były w oparciu o standardowe, wielokrotnie powielane projekty. Cerkiew miała również upamiętniać działalność cara Aleksandra III, którego patron został również patronem budynku oraz powołanie samodzielnej eparchii fińskiej i wyborskiej.

## Galeria

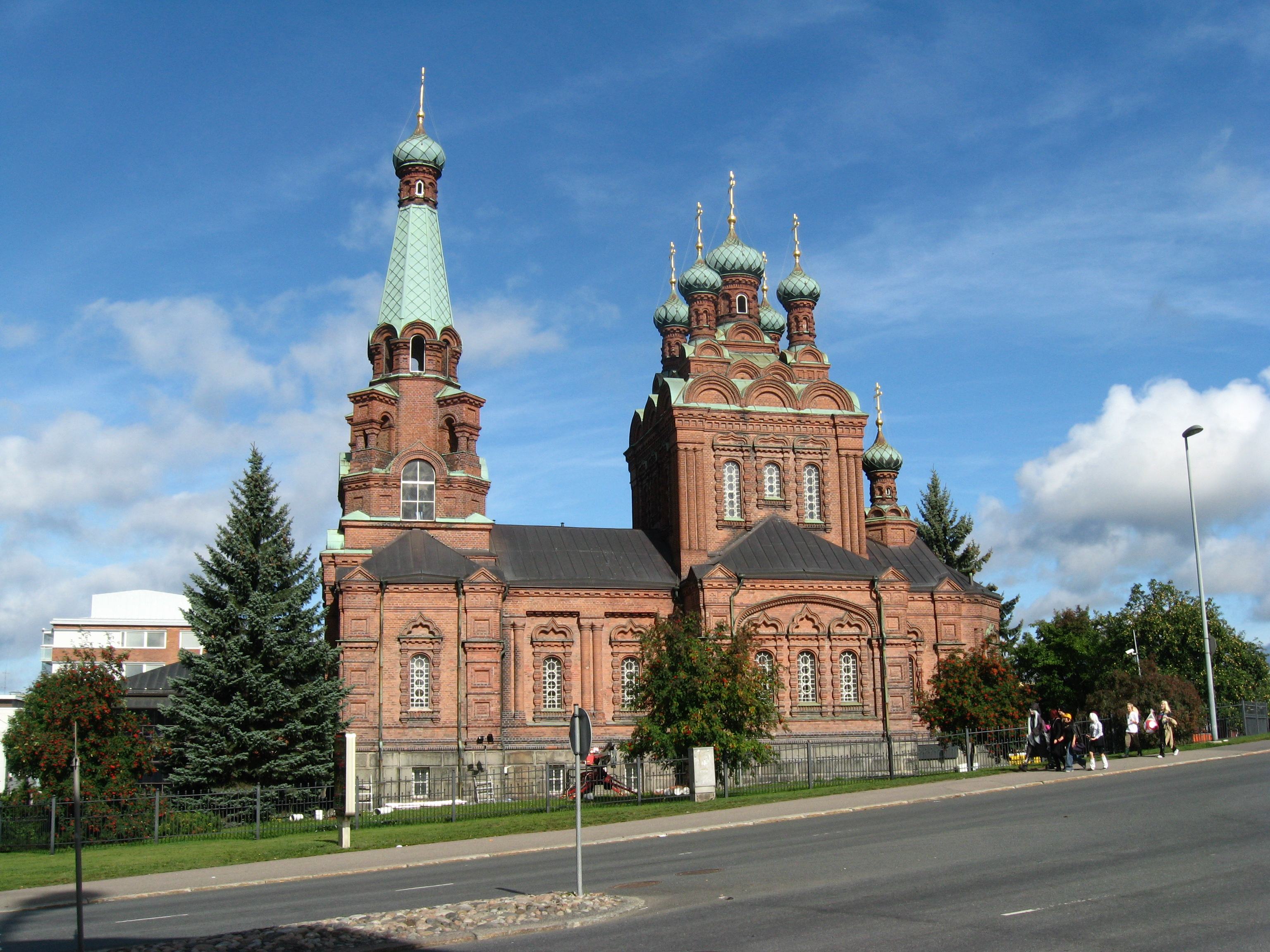
Widok ogólny
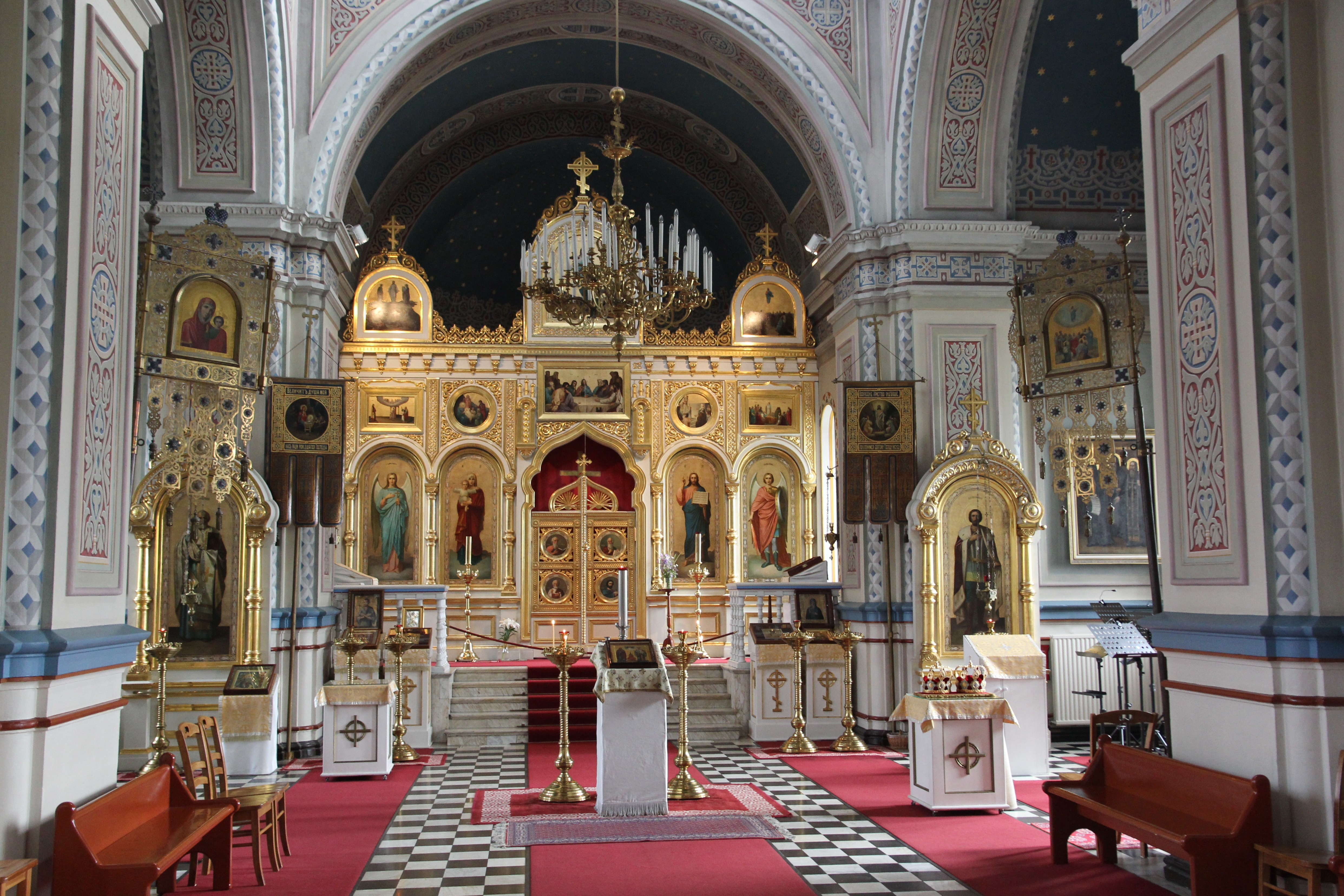
Wnętrze z ikonostasem
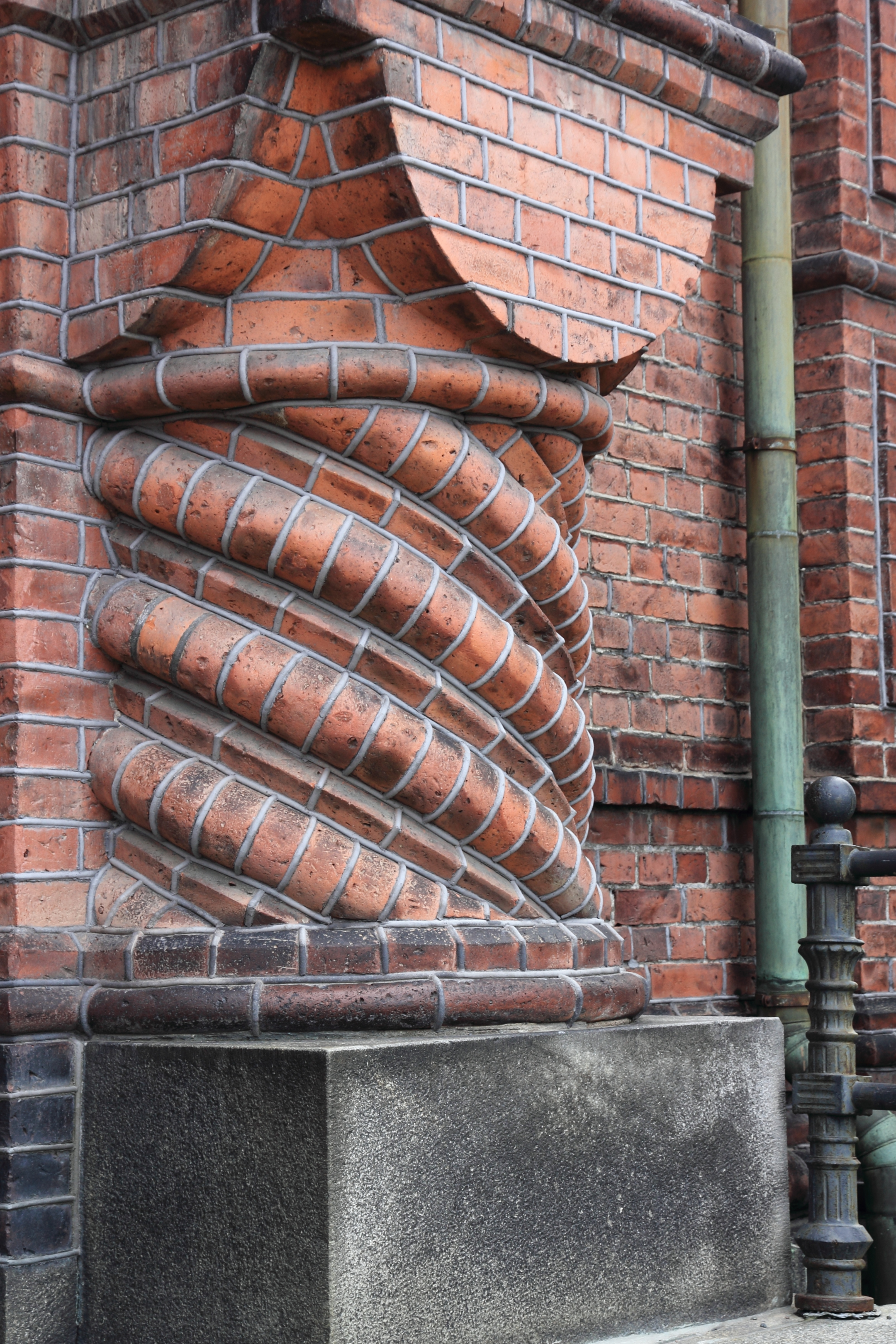
Detal elewacji